# Amydrium medium
Amydrium medium — квіткова рослина з роду Amydrium родини ароїдних.

## Розповсюдження
Його рідним ареалом є Таїланд, М'янма, Камбоджа, Малайзія, Сінгапур, деякі індонезійські острови та Філіппіни.